# City Beneath the Sea (1953)
City Beneath the Sea is een Amerikaanse avonturenfilm uit 1953 onder regie van Budd Boetticher. In Nederland werd de film destijds uitgebracht onder de titel De verzonken stad.

## Verhaal
Brad Cartlon en Tony Bartlett werken als duikers in Jamaica. Ze worden ingehuurd door Dwight Trevor om het wrak van een goudschip te zoeken. Ze stuiten op de verzonken stad Port Royal, die verwoest werd door een aardbeving in 1692.

## Rolverdeling
| Acteur           | Personage              |
| ---------------- | ---------------------- |
| Robert Ryan      | Brad Carlton           |
| Mala Powers      | Terry McBride          |
| Anthony Quinn    | Tony Bartlett          |
| Suzan Ball       | Venita                 |
| George Mathews   | Kapitein Meade         |
| Karel Štěpánek   | Dwight Trevor          |
| Hilo Hattie      | Mama Mary              |
| Lalo Rios        | Calypso                |
| Woody Strode     | Djion                  |
| John Warburton   | Kapitein Clive         |
| Peter Mamakos    | Kapitein Pedro Mendoza |
| Barbara Morrison | Madame Cecile          |
| LeRoi Antoine    | Calypsozanger          |
| Leon Lontoc      | Kip                    |
| Marya Marco      | Halfbloed vrouw        |